# MetLife
MetLife, Inc és la empresa filial de la companyia nord-americana Metropolitan Life Insurance Company. L'empresa està situada a la ciutat de Nova York i té les seves oficines en el famós MetLife Building. Durant la major part de la seva vida l'empresa va ser una organització mútua, però es va fer pública en el 2000.
MetLife és la major asseguradora de vida als Estats Units, amb més de $3.300 milions de dòlars en assegurances de vida en vigor. Un líder en productes d'estalvi, jubilació, serveis per a particulars, petites empreses i grans institucions, MetLife serveix a 90 de les majors empreses de Fortune 100.

## Història

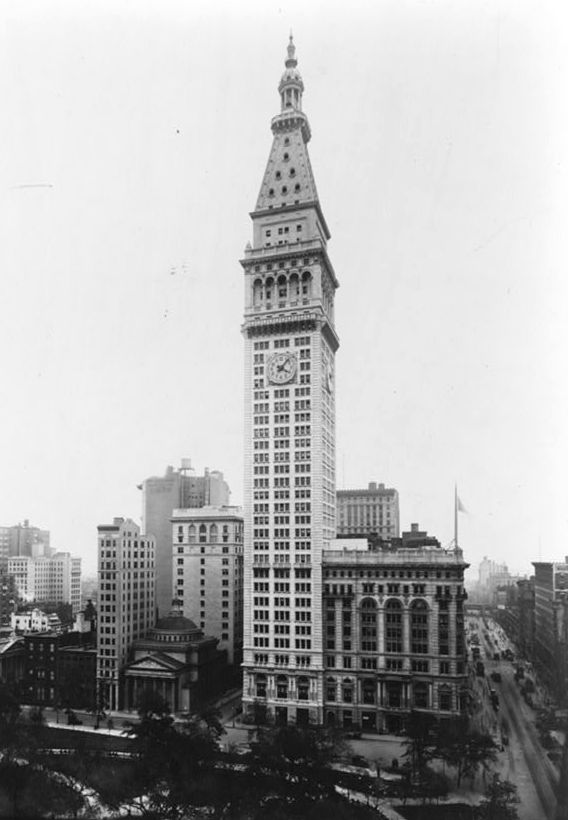
La Metropolitan Life Tower.

L'origen de Metropolitan Life Insurance Company (MetLife) es remunta a 1863, quan un grup d'empresaris de la ciutat de Nova York va recaptar $100.000 dòlars per fundar la National Union Life and Limb Insurance Company.
MetLife és la major asseguradora de vida dels Estats Units, amb més de 3.300$ milions de dòlars en assegurances de vida en vigor. Un líder en estalvis, estalvis per a la jubilació i serveis personals, petites empreses i grans institucions. MetLife serveix a 90 de les majors companyies del Fortune 100. Posseeix un mercat mundial amb presència en 60 països.

## Serveis
Alguns d'ells estan disponibles únicament als Estats Units.
- assegurança per a la llar
- anualitats
- assegurança de vida
- Group Life Insurance
- assegurança de discapacitat
- Group Disability Insurance
- fons de mutualitat i altres inversions
- assegurança d'atenció a llarg termini
- assegurança de salut
- planificació de finançament per honoraris
- pla de jubilació
- Wealth Management
- serveis bancaris i financers